# Via del Trasimeno
La Via del Trasimeno è un sentiero ad anello intorno al lago Trasimeno ideato ex novo, quindi non riproponendo antichi percorsi, con l'intenzione di valorizzare i luoghi che attraversa e permettere al tempo stesso di percorrere un tragitto non eccessivamente lungo e non molto impegnativo.
I colori della Via del Trasimeno sono il bianco e il blu che ritroviamo nel logo del cammino composto da un lago blu, dalla forma a cuore, al di sotto delle dicitura La Via del Trasimeno in campo bianco.
Non esiste un punto di partenza e di arrivo e neanche un senso di percorrenza, i 160 km sono stati suddivisi in sette tappe che toccano altrettanti borghi che si affacciano sul lago Trasimeno. Solitamente si consiglia di percorrere il cammino in senso orario, come punto di partenza delle sette tappe si prende Passignano sul Trasimeno.

## Storia

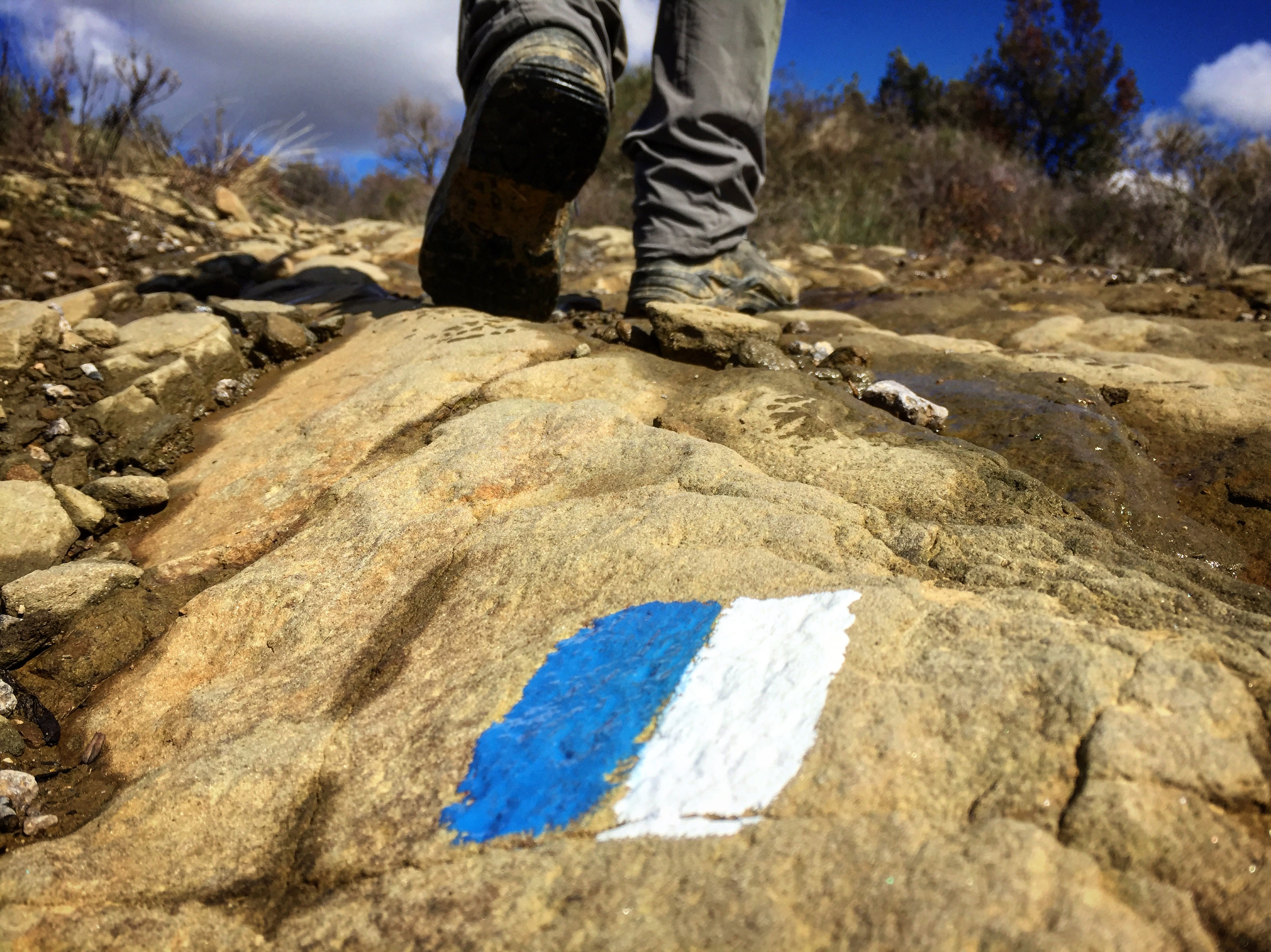
Uno dei metodi di tracciatura del percorso

Il percorso è stato realizzato dall'associazione Camminare Guarisce con un primo finanziamento ottenuto con il bando Borghi e Cammini di Invitalia - Agenzia nazionale per l'attrazione degli investimenti e lo sviluppo d'impresa ed è stato inaugurato nell'aprile del 2018. Il cammino è segnalato da tabelle o altri metodi di tracciatura con i colori del percorso.

## Tappe
1. Passignano sul Trasimeno – San Savino km 24[5]
2. San Savino – Panicale km 22[6]
3. Panicale – Città della Pieve km 19,4[7]
4. Città della Pieve – Villastrada km 18,9[8]
5. Villastrada – Castiglione del Lago km 25[9]
6. Castiglione del Lago – Isola Maggiore km 21,2[10]
7. Isola Maggiore – Passignano sul Trasimeno km 29[11]

## Galleria d'immagini

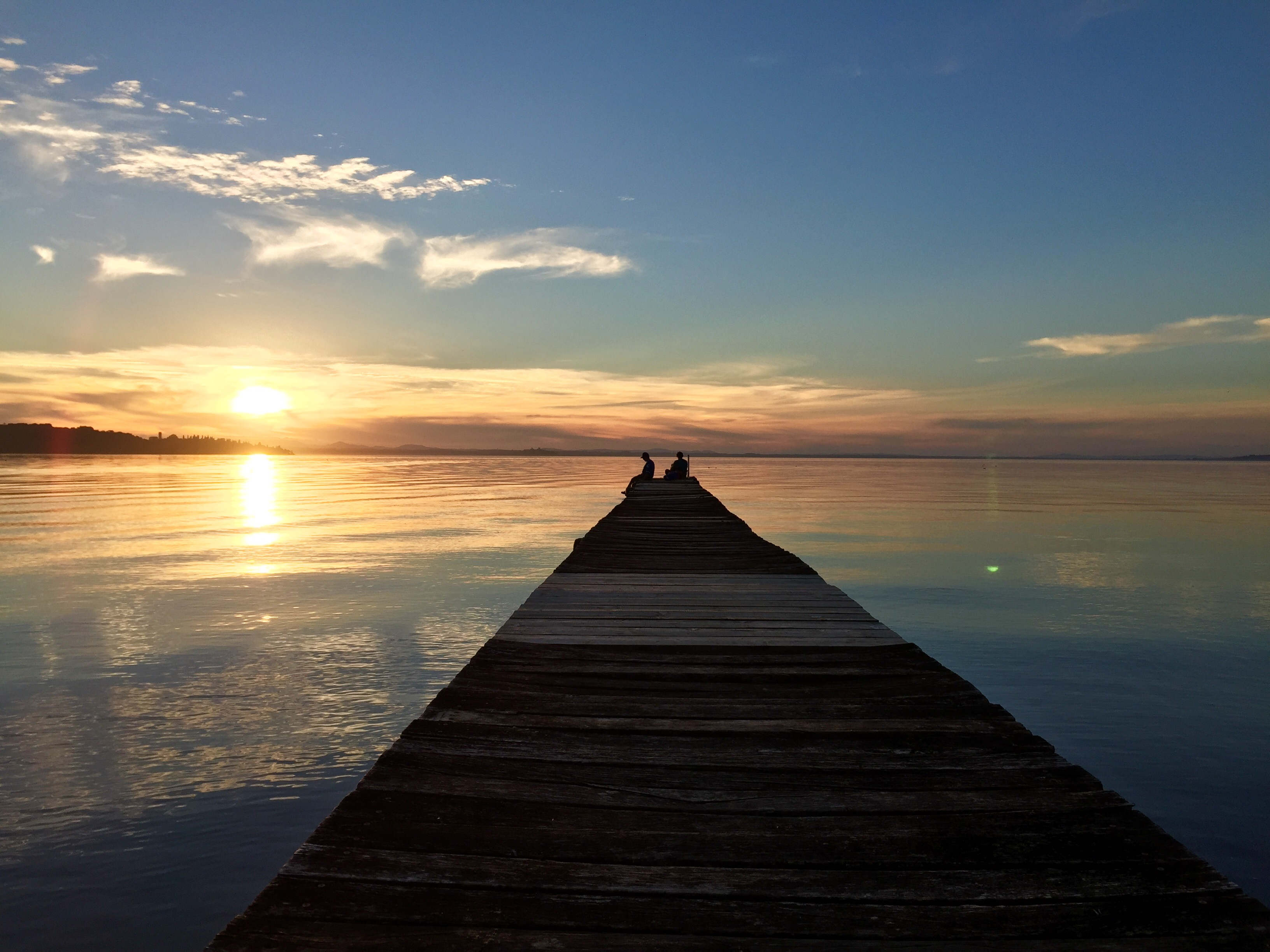
Tramonto lungo le rive del lago Trasimeno
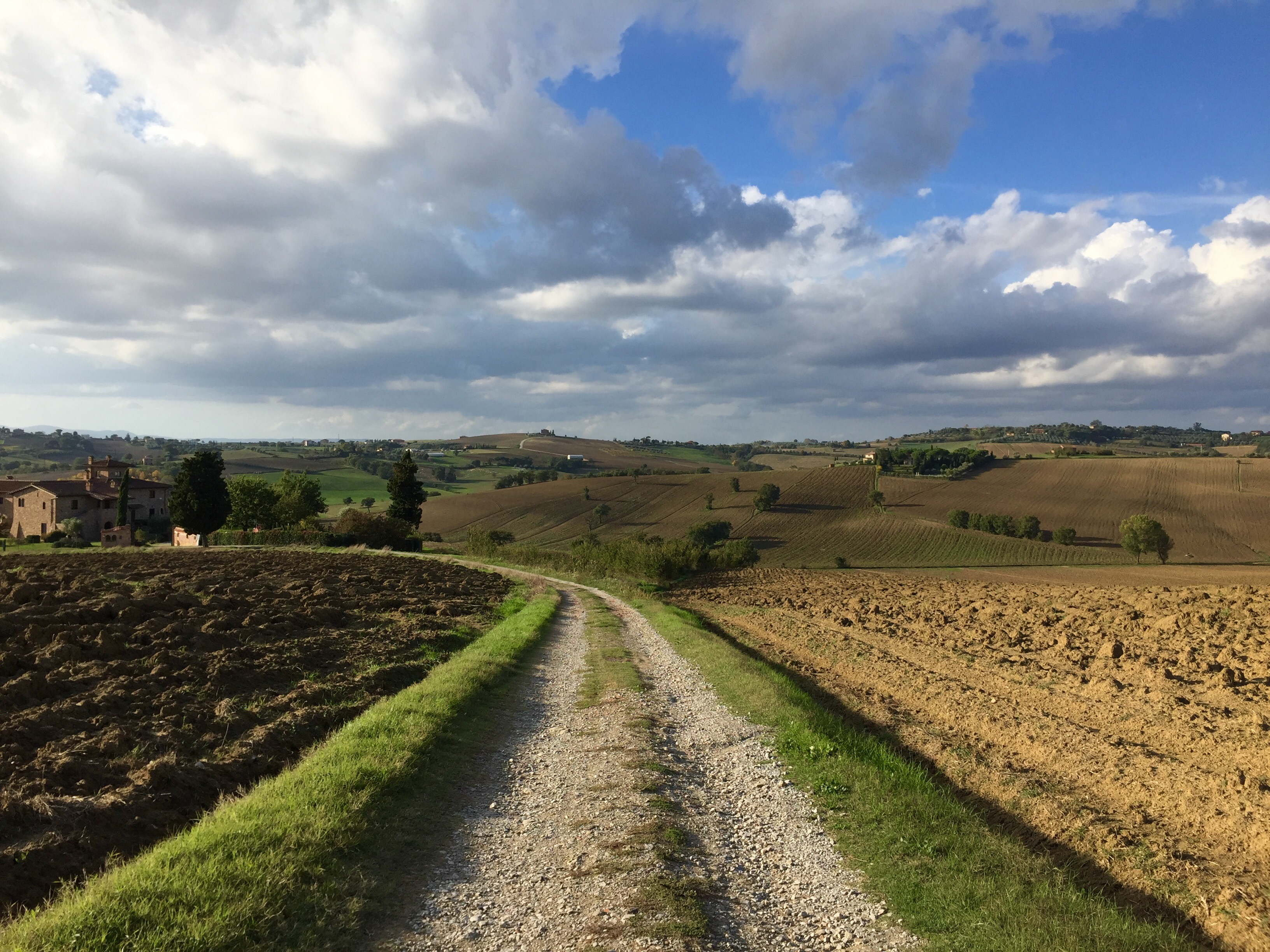
Un sentiero
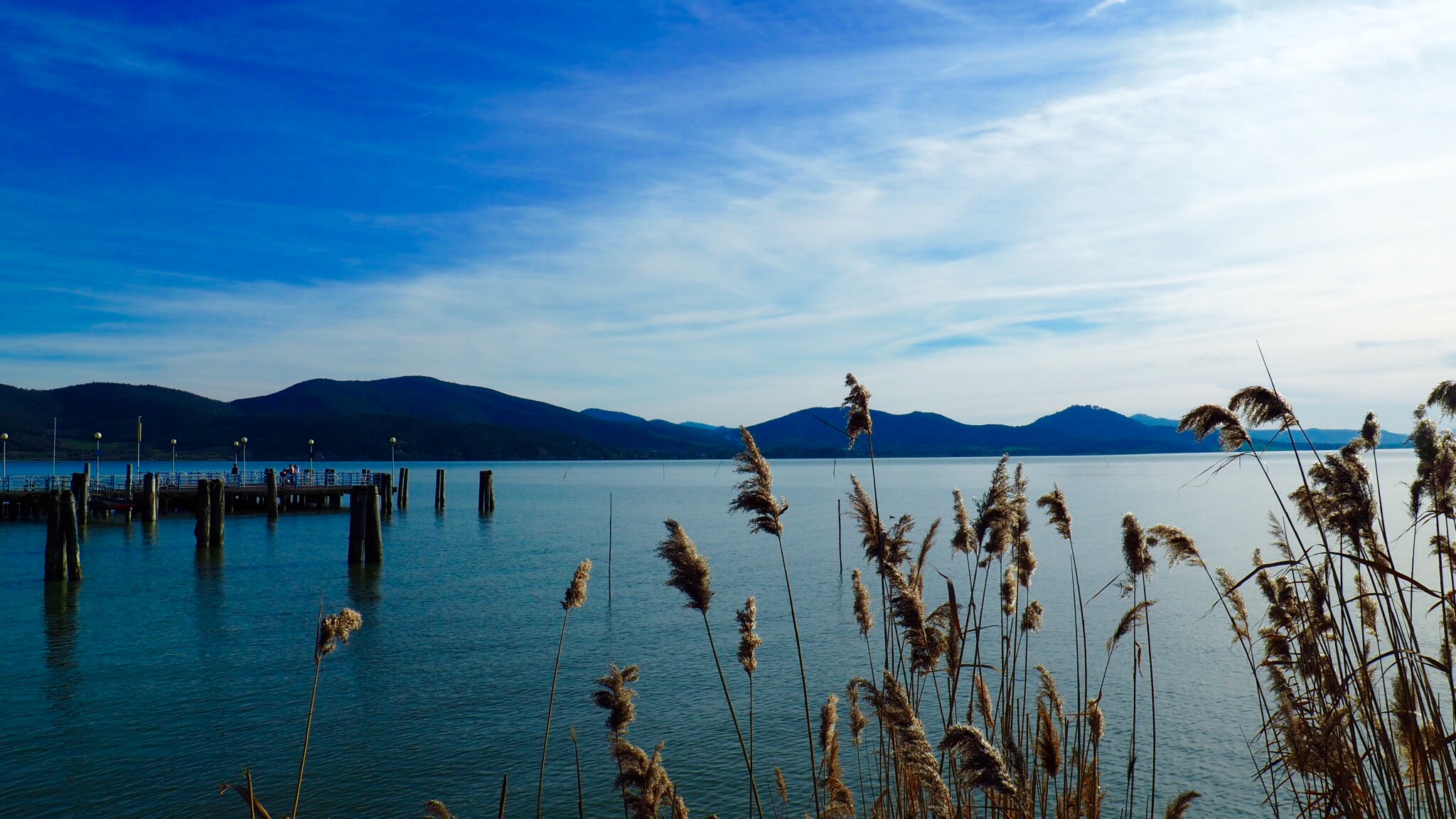
Alba lungo le rive del lago Trasimeno
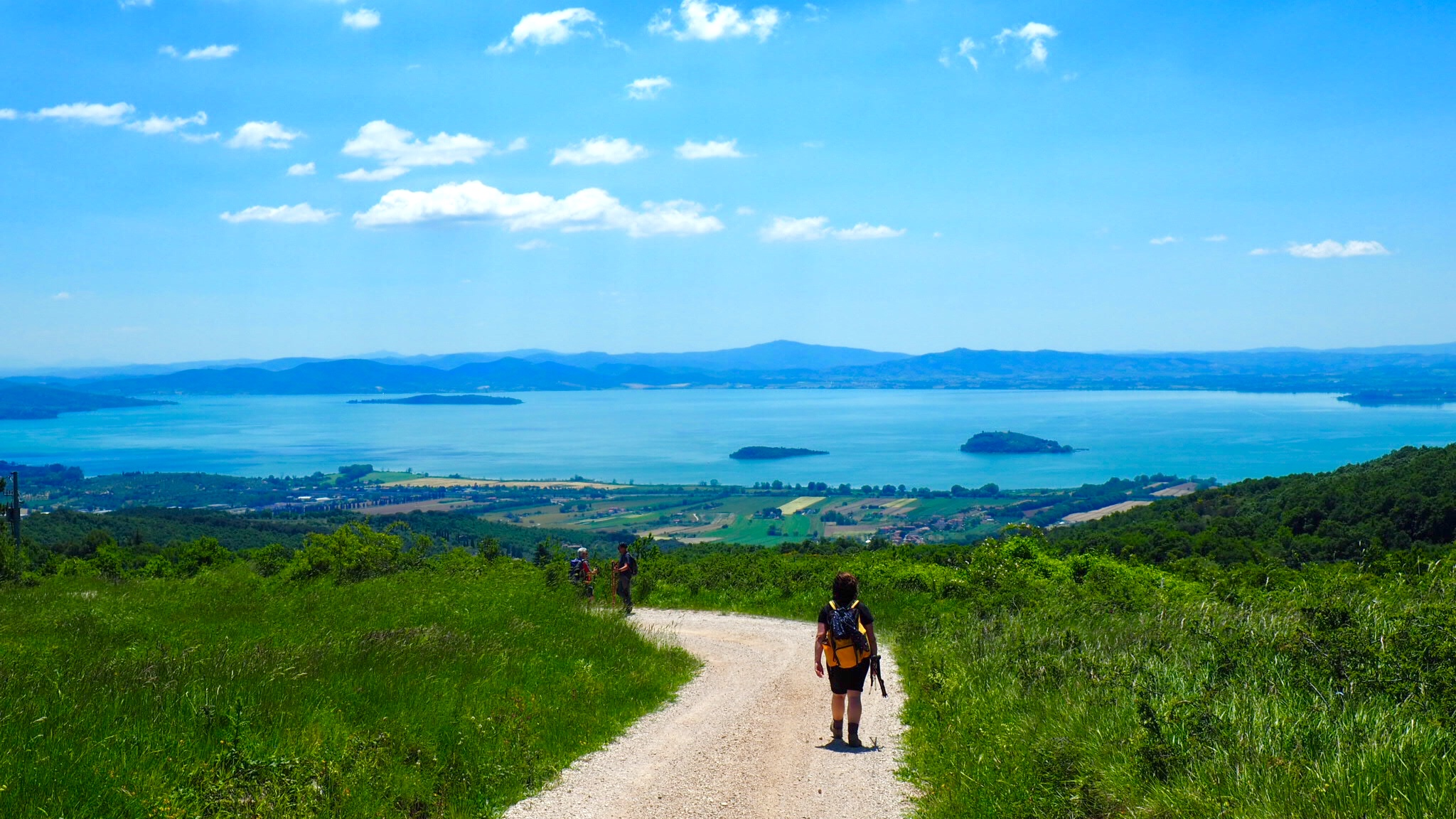
Un sentiero con il lago come sfondo
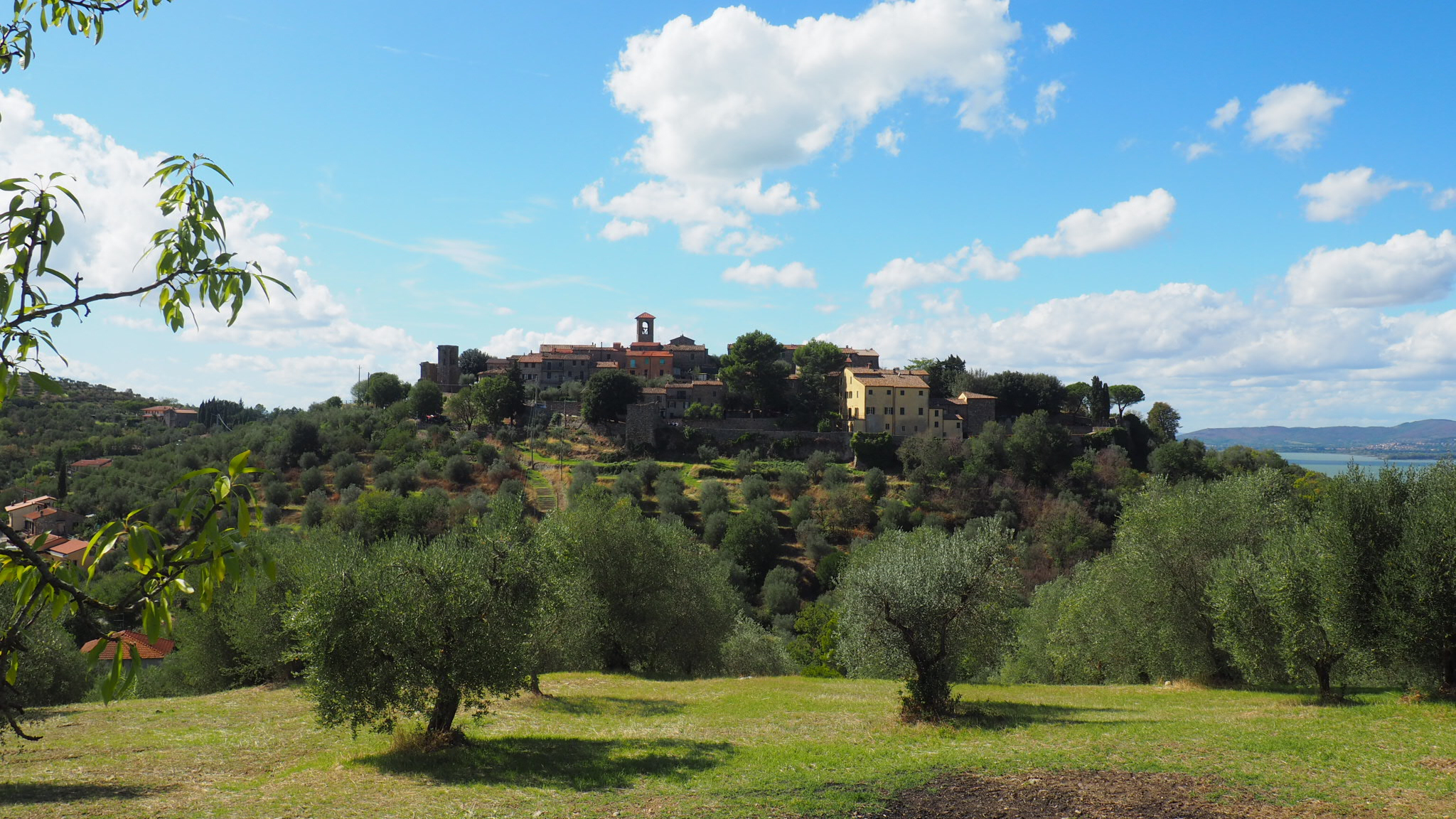
Uno dei borghi lungo il percorso
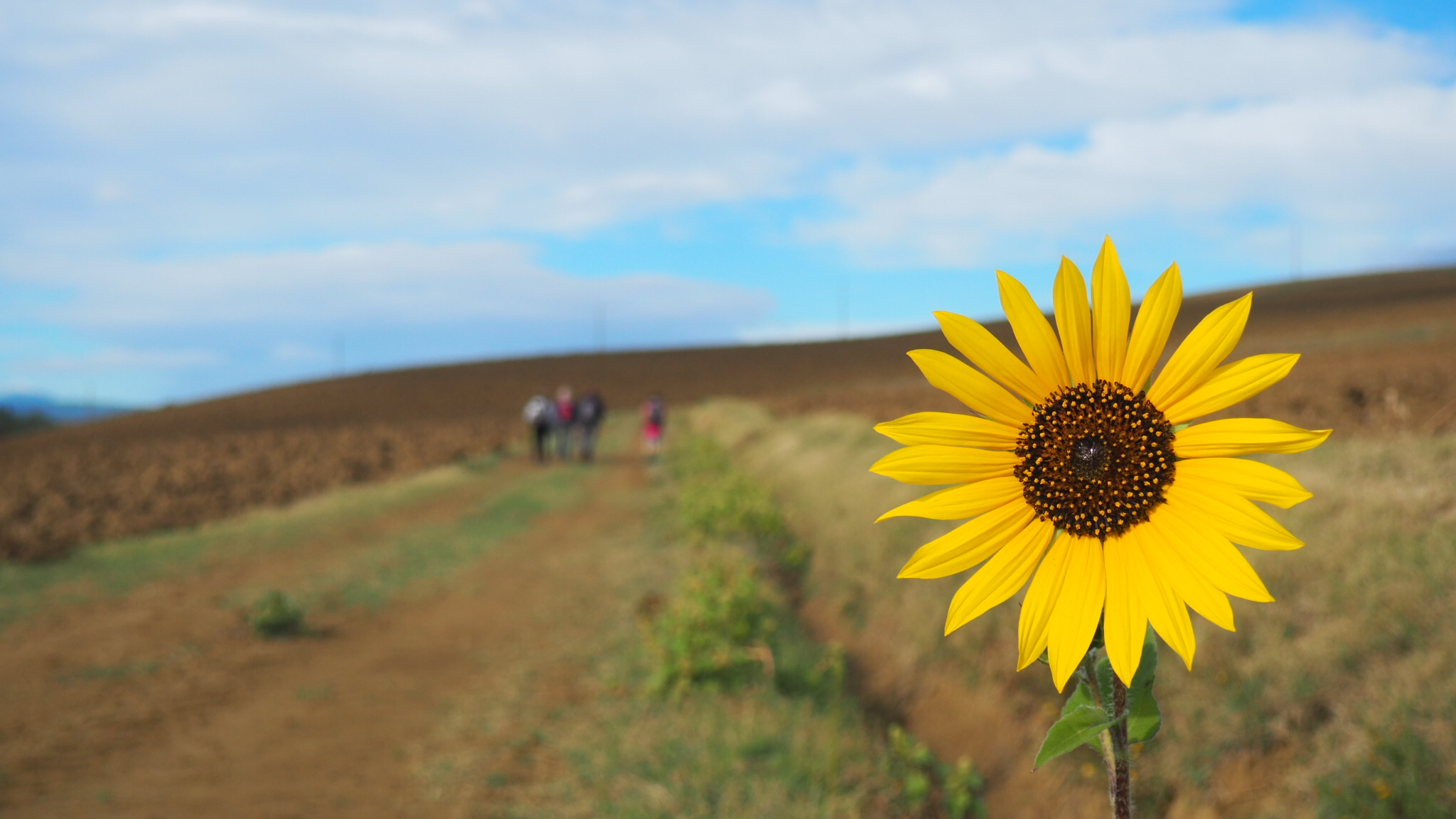
Un sentiero "floreale"
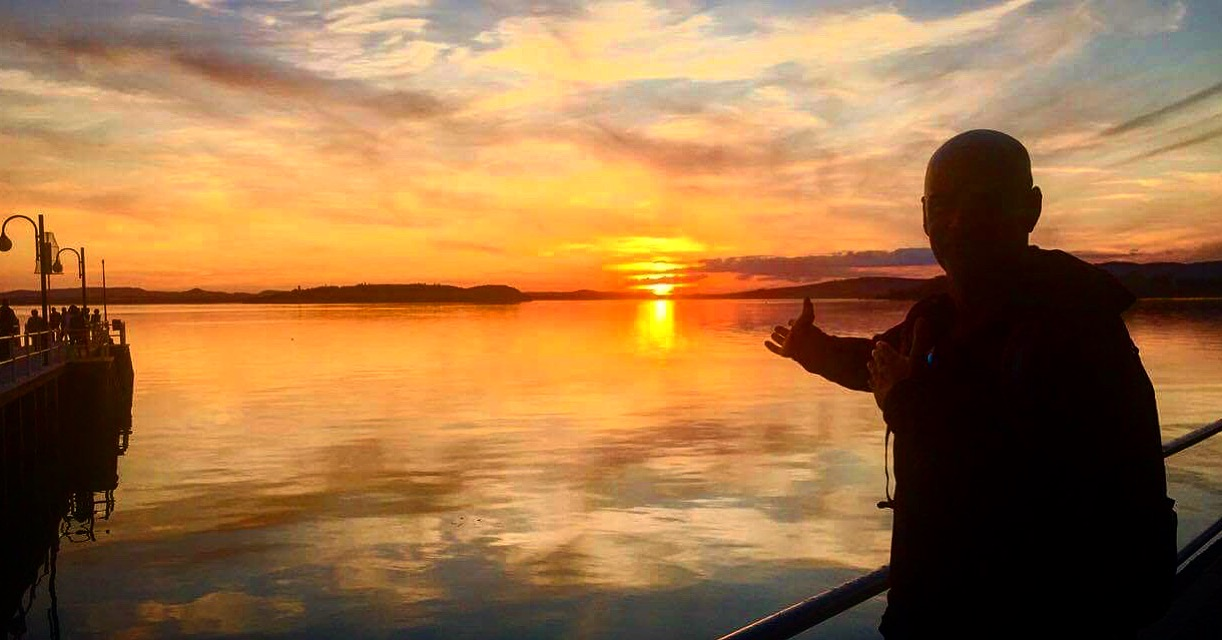
Tramonto sul Trasimeno